# Ulrich-Johannes Kledzik
Ulrich-Johannes Kledzik (* 22. Dezember 1927 in Meseritz; † 25. Januar 2021 in Berlin) war ein deutscher Schulpädagoge und Bildungsfachmann. Ab 1972 war er als Leitender Oberschulrat und Abteilungsleiter für den Sekundarbereich I der Berliner Schulaufsicht maßgeblich an dem pädagogischen Entwurf für die Berliner Gesamtschulen und der Einführung des Faches Arbeitslehre beteiligt. Ab 1980 lehrte Kledzik als Professor für Didaktik am Institut für Berufliche Bildung und Arbeitslehre der Technischen Universität Berlin.

## Leben
Kledzik absolvierte von 1946 bis 1949 ein Studium der Pädagogik, Soziologie, Geschichte, Kunstgeschichte und Anglistik an der Pädagogischen Hochschule Berlin (1. Staatsprüfung 1949; 2. Staatsprüfung 1951) und 1953/1954 in den USA an den Universitäten von Illinois und Texas, sowie danach von 1954 bis 1958 an der Freien Universität Berlin. 1960 wurde er Leiter der Ernst-Reuter-Oberschule in Berlin-Gesundbrunnen; 1963 Oberschulrat für die Oberschulen Praktischen Zweiges Berlin.

## Leistungen
1962 trat Kledzik eine dreimonatige Vortragsreise durch Südamerika und Westafrika im Auftrage der Weltlehrerorganisation WCOTP zur Information über die Auswirkungen des Mauerbaues auf Unterricht und Erziehung in Deutschland an. Er war Vertreter der Kultusministerkonferenz in internationalen Organisationen zu Fragen des Übergangs von der Schule in die Arbeitswelt.
Von 1963 bis 1990 war Kledzik Oberschulrat beim Senator für Schulwesen in Berlin. Hier arbeitete er für die Schulzeitverlängerung, Englisch an Hauptschulen, die Entwicklung des Schulfaches Arbeitslehre und das Schulfernsehen. 1966 saß er im Ausschuss Schule und Arbeitswelt des Deutschen Bildungsrates. Leitender Oberschulrat und Abteilungsleiter für den Sekundarbereich I der Berliner Schulaufsicht war er 1972. Er erstellte einen pädagogischen Entwurf für die Gesamtschulen in Bildungszentren und trat für die Einführung des Faches Arbeitslehre und der Berufswahlvorbereitung ein. Von 1987 bis 1990 war er als Abteilungsleiter in der Berliner Bildungsverwaltung tätig.
1969 erhielt er einen Lehrauftrag an der Pädagogischen Hochschule und eine Honorarprofessur für Theorie und Praxis des Sekundarbereichs I. 1980 war er Honorar-Professor an der Technischen Universität Berlin im Fachbereich Planungs- und Gesellschaftswissenschaften am Institut für Arbeitslehre.
Von 1984 bis 1987 arbeitete Kledzik als Vorsitzender der Kommission Lernfeld Arbeitslehre der Kultusministerkonferenz in Bonn. Er übte 1984 eine Beratungstätigkeit bei der Realisierung einer technisch-beruflichen Erziehungsinitiative/TVEI in London aus und wurde ein Jahr später Fellow Assoc Ed. der University of London des Institute of Education und 1988 Fellow honoris causa des College of Preceptors in London.
1988 wurde Kledzik Gründungs- und Ehrenvorsitzender des Fördervereins Praktisches Lernen und Schule in Berlin und 1990 Ehrenmitglied des Verbandes der Geschichtslehrer Deutschlands im Landesverband Berlin.
Seit 1990 hatte er bis zum Jahr 2000 die Leitung von Management-Seminaren zur Rhetorik und Persönlichkeitsförderung Personal Coaching in Firmen wie Honda Deutschland, Offenbach am Main, DER DATA, Wiesbaden und Krupp-Fördertechnik in Essen inne. Seit 1990 war er Sprecher des Kreidekreises Berliner Schulpädagogen und seit 2006 Kurator in der Christlich-Jüdischen Gesellschaft Berlin.

## Auszeichnungen
- 1988 Verdienstkreuz I. Klasse des Verdienstordens der Bundesrepublik Deutschland
- 1988 Fellow h. c. des College of Preceptors, heute das College of Teachers London
- 1998 Officer of the British Empire OBE
- 2005 Ehrenmedaille der Technischen Universität Berlin[2]
- 2019 Auszeichnung für 60 Jahre SPD-Mitgliedschaft

## Schriften
- Die OPZ in Berlin – Ein Beitrag zur Neugestaltung der Volksschul-Oberstufe Berlin – Hannover 1964
- Entwurf einer Hauptschule – Eine Analyse der Erfahrungen, Probleme und Möglichkeiten unter besonderer Berücksichtigung eines 10. Pflichtschuljahres in Berlin. Hannover 1967
- Unterrichtsplanungen – Beispiel Hauptschule. Hannover, Schroedel Verlag Hannover, 1971 2. Aufl.
- Arbeitslehre als Fach – Ansatz zu einer Verwirklichung. Schroedel Verlag Hannover, 1972
- Gesamtschule auf dem Weg zur Regelschule – Bildungszentren in Berlin. Hannover 1974
- (mit B. Jenschke): Berufswahlunterricht als Teil der Arbeitslehre – Ergebnisse eines von Schule und Berufsberatung in Berlin erprobten Projektes, Hannover, 1979
- (mit G. Groth): Arbeitslehre 5-10 – Praxis und Theorie des Unterrichtens, Beltz Verlag Weinheim/Basel, 1983
- Stichworte – Ausgewählte Interviews und Rundfunktexte im Sender Freies Berlin. SFB Berlin, 1983, 100 Seiten. Sendereihe „Aus der Schule geplaudert“, u. a. zu Themen wie Mensch und Arbeit, 1959; Lateinamerika, 1962, Ernst-Reuter-Schule, 1963; Oberschule Praktischen Zweiges 1964; Gesamtschule 1978; Europäische Wege von der Schule in den Beruf, 1980; Jugendalkoholismus, 1981; Integration ausländischer Schüler, 1982; Schulen in Cambridge
- (mit H. Schuhe): Arbeitslehre – Ein Schulfach stellt sich vor – Didaktisch kommentierte Dokumentation einer Ausstellung, Cornelsen Verlag Berlin, 1984
- London Letter 1985 – Report über Erziehung, bildungspolitische Ansätze, aktuelle Einzelkomplexe im Vereinigten Königreich. Berlin, 1985
- Lernfeld Arbeitslehre – Schriften zur Schulpädagogik. PZ Berlin (Hrsg.) 1988
- Schule für alle – Ansätze und Akzente. Festschrift für Ulrich-Johannes Kledzik. Schriften zur Schulpädagogik, Pädagogisches Zentrum Berlin (Hrsg.), 1990
- (mit H. Boerner): Noffiti – Ein Materialangebot für den Sekundarbereich I, Prinz-Medien Berlin, 1997
- (mit P. Kaßner und B. Roland): Berliner Gesamtschule `68-`88 – Dokumente zu einer Reformbewegung, Domino-Verlag, München 2000